# Whitewater (Indiana)
Whitewater – miasto w Stanach Zjednoczonych, w stanie Indiana, w hrabstwie Wayne.